# Daikai (nádraží)
Daikai je osobní železniční stanice v Japonsku. 

## Historie
Stanice je v provozu od 7. dubna 1968.

## Současnost

### Nástupiště
Stanice má celkem 2 dopravní koleje.
| stanice | kolej | linka                    | směr            |
| ------- | ----- | ------------------------ | --------------- |
| Daikai  | 1     | HS Městské vlaky a metro | Kóbe, Samnomija |
| Daikai  | 2     | HS Městské vlaky a metro | Itajado         |

### Vlakové trasy
- Linka  HS 
  - S-Tokkiu: Městský vlak.
  - Čokcú-Tokkiu: Metro. Zastavuje ve všech stanicích, mezi Itajadem a Kóbí-Samnomijí.
  - Tokkiu: Metro. Zastavuje ve všech stanicích, mezi Sumaurou Kóenem a Kóbí-Samnomijí.
  - Fucú: Metro. Zastavuje ve všech stanicích.

Stav: 13. březen 2021 
| Průměrný interval (min) | Trasa na západ                                                 | Linka                       | Trasa na východ                                                                                        | Průměrný interval (min)  | Společnost |
| ----------------------- | -------------------------------------------------------------- | --------------------------- | --- | ------------------------ | ---------- |
| 10                      | Himedži, Suma -...- Itajado - Nišidai - Kósoku Nagata - Daikai | HS S-Tokkiu Fucú            | Daikai - Šinkaiči - Kósoku Kóbe - Hanakuma - Kóbe Samnomija[HK]                                        | 30                       | Hanšin     |
| 10                      | Himedži, Suma -...- Itajado - Nišidai - Kósoku Nagata - Daikai | HS S-Tokkiu                 | Daikai - Šinkaiči - Kósoku Kóbe - Motomači - Kóbe Samnomija[HS]                                        | (12 ráno) (jednou večer) | Hanšin     |
| 10                      | Himedži, Suma -...- Itajado - Nišidai - Kósoku Nagata - Daikai | HS Čokcú-Tokkiu Tokkiu Fucú | Daikai - Šinkaiči - Kósoku Kóbe - Niši Motomači - Motomači - Kóbe Samnomija[HS] -...- Amagasaki, Ósaka | 15                       | Hanšin     |

### Okolní objekty
- Sídliště Daikai